# یان لیوینگستون
یان لیوینگستون (انگلیسی: Ian Livingstone؛ زادهٔ ۲۹ دسامبر ۱۹۴۹) کارآفرین اهل بریتانیا است که در سال ۱۹۷۵ شرکت گیمز ورکشاپ را تأسیس کرد.